# Campionat d'Espanya de trial 2007
La temporada de 2007 del Campionat d'Espanya de trial fou la 40a edició d'aquest campionat, organitzat per la Reial Federació Motociclista Espanyola. El calendari oficial constava de 7 proves puntuables, celebrades entre el 4 de març i l'11 de novembre. 4 de les proves programades es disputaren als Països Catalans: Tarragona (25 de març), FCM (16 de setembre), Fede Valenciana (21 d'octubre) i Tona (11 de novembre).

## Classificació final
Font:
| Posició | Pilot             | Motocicleta | Punts |
| ------- | ----------------- | ----------- | ----- |
| 1       | Adam Raga         | Gas Gas     | 131   |
| 2       | Toni Bou          | Montesa     | 128   |
| 3       | Albert Cabestany  | Sherco      | 99    |
| 4       | Marc Freixa       | Scorpa      | 76    |
| 5       | Jeroni Fajardo    | Beta        | 67    |
| 6       | Dani Oliveras     | Sherco      | 61    |
| 7       | Takahisa Fujinami | Montesa     | 54    |
| 8       | Dani Gibert       | Montesa     | 50    |
| 9       | Daniel Cuerdo     | Gas Gas     | 43    |
| 10      | Xavier León       | Gas Gas     | 40    |

## Categories inferiors
| Categoria | Guanyador       | Motocicleta |
| --------- | --------------- | ----------- |
| Sènior B  | Alfredo Gómez   | Gas Gas     |
| Sènior C  | Francesc Recio  | Beta        |
| Veterans  | Pere Martí      | Sherco      |
| Júnior    | Francesc Moret  | ?           |
| Cadets    | Carles Traviesa | Gas Gas     |